# Andrzej Strąk
Andrzej Strąk (ur. 13 sierpnia 1952 w Łodzi, zm. 15 sierpnia 2024 w Zgierzu) – polski poeta, scenograf, reżyser, autor piosenek i działacz kulturalny; p.o. dyrektora Studia Małych Form Filmowych Se-Ma-For w Łodzi (1994–1999) oraz prezes łódzkiego oddziału Stowarzyszenia Pisarzy Polskich (1993–1999; od 2002–2024).

## Życiorys
Był absolwentem polonistyki na Uniwersytecie Łódzkim. Jako poeta debiutował na łamach „Kultury” (1980), publikował również na łamach „Odgłosów”, „Tygodnika Kulturalnego”, „Przekroju” i „Radaru”. W 1984 opublikował swój pierwszy tom poezji „Co się zdarzyło Sejmurowi”. Pracował jako asystent reżysera i autor scenariuszy w Studio Małych Form Filmowych Se-Ma-For w Łodzi, którego w latach 1994–1999 pełnił obowiązki dyrektora.
Od 1980 należał do Związku Literatów Polskich, a od 1989 do łódzkiego oddziału Stowarzyszenia Pisarzy Polskich, którego był prezesem (1993–1999; 2002–2024). Od 2006 członek Zarządu Głównego SPP. Był dyrektorem Śródmiejskiego Formum Kultury w Łodzi (od 2010) i pomysłodawcą utworzenia łódzkiego łódzkiego Domu Literatury, którego był pierwszym dyrektorem (do 2016). Był inicjatorem (wraz ze Zdzisławem Jaskułą) Ogólnopolskiego Konkursu Poetyckiego im. Jacka Bierezina oraz Festiwalu Puls Literatury. Od 2015 był redaktorem naczelnym „Tygla Kultury”.

### Życie prywatne
Był synem Tadeusza Strąka, kierownika produkcji Wytwórni Filmów Oświatowych i Se-Ma-Fora.
Został pochowany na cmentarzu komunalnym Doły w Łodzi.

## Wyróżnienia
- Nagroda za osiągnięcia w dziedzinie twórczości artystycznej, upowszechniania i ochrony kultury (2005, 2010) przyznawana przez Radę Miejską w Łodzi i prezydenta miasta Łodzi[13]
- Poznańskie Koziołki (1994) za scenariusz do filmu „Klucz” (razem z Antonim Bańkowskim, Zbigniewem Koteckim, Stanisławem Lenartowiczem) na XIII KFF dla Dzieci w Poznaniu[14]

## Publikacje
- Strąk A., Co się zdarzyło Sejmurowi, Wyd. Literackie, 1984, ISBN 978–83–08–01318–2
- Ammer M., Strąk A., 13 budowli świata, Krajowa Agencija Wydawnicza, 1987, ISBN 978–83–03–01667–6
- Strąk A., Filmowe psoty, Krajowa Agencja Wydawnicza, 1988, ISBN 978–83–03–02493–0
- Strąk A., Węch, Wyd. Łódzkie, 1988, ISBN 978–83–218–0594–8
- Strąk A., Kolęda na niemoc, CdA, 1993
- Strąk A., Mars wita nas, Tygiel Kultury, 2006

## Filmografia

### reżyseria
- 1977: „Symetrie” – współpraca
- 1979: „Zabawa” – współpraca
- 1979: „Smacznego!” – współpraca
- 1979: „Dwa listy” – współpraca
- 1980: „Tango” – współpraca
- 1981: „Pierwszy film” – współpraca
- 1981: „Wdech – wydech” – współpraca
- 1982: „Blok” – współpraca
- 1986: „Przyjaciel wesołego diabła” – I asystent reżysera, II reżyser
- 1988: „Bliskie spotkania z wesołym diabłem” – I asystent reżysera, II reżyser

### Scenariusz
- 1986: „Przyjaciel wesołego diabła” –autor dialogów
- 1987: „Pod piracką banderą” (odc. 1) – scenariusz
- 1988: „Tajemnicza wyspa” (odc. 2 i 3) – scenariusz
- 1990: „Niezwykłe przygody pluszowych misiów” – autor dialogów
- 1993: „Klucz” – scenariusz
- 1996: „Wigilia w lesie” – autor dialogów[15]

### Słowa piosenek
- 1976: „Agnieszka opowiada bajkę”
- 1982–1986: „Trzy Misie”
- 1987: „Przez mapę na gapę…”
- 1990: „Niezwykłe przygody pluszowych misiów”
- 1990 – 1997: „Kasztaniaki”
- 1997 „Mamo, czy kury potrafią mówić?”[3]